# Оркестр Люцернского фестиваля
Оркестр Люцернского фестиваля (фр. Orchestre du Festival de Lucerne) — швейцарский симфонический оркестр из Люцерна.
Впервые коллектив под таким названием был собран в 1938 году под руководством Артуро Тосканини специально для участия в Люцернском фестивале. Среди оркестрантов были известные европейские музыканты.
Нынешний Люцернский фестивальный оркестр был основан в 2003 году дирижёром Клаудио Аббадо, следовавшим прецеденту Тосканини: для участия в оркестре, действующем во время летних фестивальных недель, собираются крупные исполнители с состоявшейся сольной карьерой. Концертмейстерами своих групп являются, в частности, виолончелистка Наталья Гутман, флейтист Жак Зун, кларнетистка Сабина Майер, контрабасист Алоис Пош. До полного состава оркестр дополняют молодые музыканты из Малеровского камерного оркестра.
Главный дирижёр оркестра (с февраля 2016 года) — Риккардо Шайи.